# En passant pécho
Pour plus de détails, voir Fiche technique et Distribution.
En passant pécho est un film français réalisé par Julien Royal et sorti en 2021, adapté de la web-série éponyme. Il porte en sous-titre : « Les carottes sont cuites ».

## Synopsis
Le film suit les aventures déjantées de deux dealers parisiens, Hedi et Cokeman. La sœur d'Hedi se marie avec un riche industriel qui s'occupe aussi d'un trafic de drogue, sous la pression de sa femme dont il est fou amoureux, il doit fournir Hedi et Cokeman en drogue pour la vente au détail, mais l'incompétence des deux dealeurs complique les choses.

## Fiche technique
- Titre original : En passant pécho
- Réalisation : Julien Royal
- Scénario : Julien Royal et Nassim Lyes
- Musique : Kore, Un*Deux
- Décors : Sebastien Inizan
- Costumes : Noémie Veissier
- Photographie : Son Doan
- Son : Lucas Le Bart, Roland Voglaire, Philippe Charbonnel
- Montage : Julien Hollande, Lionel Devuyst
- Production : Hugo Sélignac, Vincent Mazel
- Sociétés de production : Chi-Fou-Mi Productions, Netflix France
- Société de distribution : Netflix
- Genre : comédie
- Durée : 1 h 39 min
- Date de sortie : 10 février 2021 (sur Netflix)
- Classification : déconseillé aux moins de 16 ans

## Distribution
- Nassim Lyes : Cokeman
- Hedi Bouchenafa : Hedi
- Nina Kepekian : Zlatana
- Hugues Jourdain : Augustin
- Benjamin Tranié : Grégoire
- Bun Hay Mean : Pong
- Hakim Jemili : Karim
- Vincent Desagnat : Gildas
- Julie Ferrier : Yvonne
- Charlotte Gabris : Alice
- Fred Testot : Arsène Van Gluten
- Jonathan Lambert : Denis le Slarvi
- Julien Courbey : chef de brigade
- Sadek
- Observateur Ébène
- Thomas Guy : lycéen bourgeois
- Ciryl Gane : douanier
- Kemar : douanier
- Brahim Bouhlel : policier
- Bakary Diombera

## Production
Le film est réalisé par Julien Royal, fils de l'ancien président François Hollande et de Ségolène Royal.
Le tournage du film débute en septembre 2019 et s'achève en novembre 2019. La postproduction est marquée[évasif] par la pandémie de Covid-19. La bande originale du film est composée en 2020 et dirigée par Kore, et est certifiée disque de platine en février 2025.

## Réception critique
Selon Ouest-France, le film « s’est fait étriper par la critique ». Il sort directement sur Netflix, où il se classe no 1 de la plateforme en France lors de sa mise en ligne le 10 février 2021.